# Seria GP3 – Monza 2016
Runda GP3 na torze Autodromo Nazionale di Monza – siódma runda mistrzostw serii GP3 w sezonie 2016.

## Lista startowa
| Nr | Kierowca                  | Zespół              | Samochód       | Silnik      | Opony |
| -- | ------------------------- | ------------------- | -------------- | ----------- | ----- |
| 1  | Charles Leclerc           | ART Grand Prix      | Dallara GP3/16 | AER V6 3.4l | P     |
| 2  | Nirei Fukuzumi            | ART Grand Prix      | Dallara GP3/16 | AER V6 3.4l | P     |
| 3  | Alexander Albon           | ART Grand Prix      | Dallara GP3/16 | AER V6 3.4l | P     |
| 4  | Nyck de Vries             | ART Grand Prix      | Dallara GP3/16 | AER V6 3.4l | P     |
| 5  | Antonio Fuoco             | Trident             | Dallara GP3/16 | AER V6 3.4l | P     |
| 6  | Artur Janosz              | Trident             | Dallara GP3/16 | AER V6 3.4l | P     |
| 7  | Giuliano Alesi            | Trident             | Dallara GP3/16 | AER V6 3.4l | P     |
| 8  | Sandy Stuvik              | Trident             | Dallara GP3/16 | AER V6 3.4l | P     |
| 9  | Jake Dennis               | Arden International | Dallara GP3/16 | AER V6 3.4l | P     |
| 10 | Tatiana Calderón          | Arden International | Dallara GP3/16 | AER V6 3.4l | P     |
| 11 | Jack Aitken               | Arden International | Dallara GP3/16 | AER V6 3.4l | P     |
| 14 | Matt Parry                | Koiranen GP         | Dallara GP3/16 | AER V6 3.4l | P     |
| 16 | Matewos Isaakian          | Koiranen GP         | Dallara GP3/16 | AER V6 3.4l | P     |
| 17 | Ralph Boschung            | Koiranen GP         | Dallara GP3/16 | AER V6 3.4l | P     |
| 18 | Akash Nandy               | Jenzer Motorsport   | Dallara GP3/16 | AER V6 3.4l | P     |
| 20 | Arjun Maini               | Jenzer Motorsport   | Dallara GP3/16 | AER V6 3.4l | P     |
| 22 | Álex Palou                | Campos Racing       | Dallara GP3/16 | AER V6 3.4l | P     |
| 23 | Steijn Schothorst         | Campos Racing       | Dallara GP3/16 | AER V6 3.4l | P     |
| 24 | Konstantin Tierieszczenko | Campos Racing       | Dallara GP3/16 | AER V6 3.4l | P     |
| 26 | Santino Ferrucci          | DAMS                | Dallara GP3/16 | AER V6 3.4l | P     |
| 27 | Jake Hughes               | DAMS                | Dallara GP3/16 | AER V6 3.4l | P     |
| 28 | Kevin Jörg                | DAMS                | Dallara GP3/16 | AER V6 3.4l | P     |
| Nr | Kierowca                  | Zespół              | Samochód       | Silnik      | Opony |

## Wyniki

### Sesja treningowa
| Nr | Kierowca        | Konstruktor    | Czas     | Okr. |
| -- | --------------- | -------------- | -------- | ---- |
| 1  | Charles Leclerc | ART Grand Prix | 1:38,546 | 12   |

### Kwalifikacje
Źródło: gp3series.com
| Poz. | Nr | Kierowca                  | Konstruktor         | Czas     | Poz. s. |
| ---- | -- | ------------------------- | ------------------- | -------- | ------- |
| 1    | 1  | Charles Leclerc           | ART Grand Prix      | 1:38,546 | 1       |
| 2    | 9  | Jake Dennis               | Arden International | 1:38,712 | 2       |
| 3    | 11 | Jack Aitken               | Arden International | 1:38,729 | 3       |
| 4    | 3  | Alexander Albon           | ART Grand Prix      | 1:38,847 | 4       |
| 5    | 27 | Jake Hughes               | DAMS                | 1:38,850 | 8       |
| 6    | 28 | Kevin Jörg                | DAMS                | 1:38,872 | 5       |
| 7    | 2  | Nirei Fukuzumi            | ART Grand Prix      | 1:38,878 | 6       |
| 8    | 5  | Antonio Fuoco             | Trident             | 1:38,879 | 7       |
| 9    | 4  | Nyck de Vries             | ART Grand Prix      | 1:38,885 | 9       |
| 10   | 17 | Ralph Boschung            | Koiranen GP         | 1:38,945 | 13      |
| 11   | 22 | Álex Palou                | Campos Racing       | 1:39,045 | 10      |
| 12   | 8  | Sandy Stuvik              | Trident             | 1:39,084 | 11      |
| 13   | 16 | Matewos Isaakian          | Koiranen GP         | 1:39,255 | 12      |
| 14   | 26 | Santino Ferrucci          | DAMS                | 1:39,268 | 14      |
| 15   | 10 | Tatiana Calderón          | Arden International | 1:39,286 | 15      |
| 16   | 7  | Giuliano Alesi            | Trident             | 1:39,377 | 16      |
| 17   | 14 | Matt Parry                | Koiranen GP         | 1:39,430 | 17      |
| 18   | 23 | Steijn Schothorst         | Campos Racing       | 1:39,439 | 18      |
| 19   | 20 | Arjun Maini               | Jenzer Motorsport   | 1:39,535 | 19      |
| 20   | 18 | Akash Nandy               | Jenzer Motorsport   | 1:39,558 | 20      |
| 21   | 6  | Artur Janosz              | Trident             | 1:39,869 | PIT     |
| 22   | 24 | Konstantin Tierieszczenko | Campos Racing       | 1:40,216 | 21      |
| Poz. | Nr | Kierowca                  | Konstruktor         | Czas     | Poz. s. |

### Wyścig 1

#### Wyścig
Źródło: Wyprzedź Mnie!
| P                                                     | + / – | Nr | Kierowca                  | Konstruktor         | Okr. | Czas / Strata | Komentarz |
| ----------------------------------------------------- | ----- | -- | ------------------------- | ------------------- | ---- | ------------- | --------- |
| 1                                                     | 1     | 9  | Jake Dennis               | Arden International | 22   | 38:06,844     |           |
| 2                                                     | 1     | 11 | Jack Aitken               | Arden International | 22   | +0:01,987     |           |
| 3                                                     | 5     | 27 | Jake Hughes               | DAMS                | 22   | +0:02,532     |           |
| 4                                                     | 3     | 1  | Charles Leclerc           | ART Grand Prix      | 22   | +0:07,139     |           |
| 5                                                     | 1     | 2  | Nirei Fukuzumi            | ART Grand Prix      | 22   | +0:07,561     |           |
| 6                                                     | 2     | 3  | Alexander Albon           | ART Grand Prix      | 22   | +0:08,171     |           |
| 7                                                     | 2     | 4  | Nyck de Vries             | ART Grand Prix      | 22   | +0:08,343     |           |
| 8                                                     | 1     | 5  | Antonio Fuoco             | Trident             | 22   | +0:16,207     |           |
| 9                                                     | 8     | 14 | Matt Parry                | Koiranen GP         | 22   | +0:16,607     |           |
| 10                                                    | 5     | 10 | Tatiana Calderón          | Arden International | 22   | +0:17,003     |           |
| 11                                                    | 1     | 22 | Álex Palou                | Campos Racing       | 22   | +0:19,202     |           |
| 12                                                    | 1     | 8  | Sandy Stuvik              | Trident             | 22   | +0:20,444     |           |
| 13                                                    | 5     | 23 | Steijn Schothorst         | Campos Racing       | 22   | +0:22,179     |           |
| 14                                                    | 5     | 20 | Arjun Maini               | Jenzer Motorsport   | 22   | +0:25,076     |           |
| 15                                                    | 5     | 18 | Akash Nandy               | Jenzer Motorsport   | 22   | +0:27,804     |           |
| 16                                                    | 6     | 6  | Artur Janosz              | Trident             | 22   | +0:30,365     |           |
| 17                                                    | 4     | 24 | Konstantin Tierieszczenko | Campos Racing       | 22   | +0:32,963     |           |
| 18                                                    | 5     | 17 | Ralph Boschung            | Koiranen GP         | 22   | +0:34,813     |           |
| 19                                                    | 5     | 26 | Santino Ferrucci          | DAMS                | 21   | +1 okr.       |           |
| Niesklasyfikowani                                     |       |    |                           |                     |      |               |           |
|                                                       |       | 28 | Kevin Jörg                | DAMS                | 18   | +4 okr.       |           |
|                                                       |       | 16 | Matewos Isaakian          | Koiranen GP         | 4    | +18 okr.      |           |
| Nie wystartowali / niedopuszczeni do ponownego startu |       |    |                           |                     |      |               |           |
|                                                       |       | 7  | Giuliano Alesi            | Trident             | 0    |               |           |
| P                                                     | + / – | Nr | Kierowca                  | Konstruktor         | Okr. | Czas / Strata | Komentarz |

#### Najszybsze okrążenie
| Nr | Kierowca    | Konstruktor | Czas     | Okr. |
| -- | ----------- | ----------- | -------- | ---- |
| 27 | Jake Hughes | DAMS        | 1:40,706 | 18   |

### Wyścig 2

#### Wyścig
Źródło: Wyprzedź Mnie!
| P                 | + / –     | Nr | Kierowca                  | Konstruktor         | Okr. | Czas / Strata | Komentarz |
| ----------------- | --------- | -- | ------------------------- | ------------------- | ---- | ------------- | --------- |
| 1                 | 1         | 4  | Nyck de Vries             | ART Grand Prix      | 17   | 30:24,854     |           |
| 2                 | 1         | 3  | Alexander Albon           | ART Grand Prix      | 17   | +0:01,741     |           |
| 3                 | 2         | 5  | Antonio Fuoco             | Trident             | 17   | +0:06,382     |           |
| 4                 | 4         | 9  | Jake Dennis               | Arden International | 17   | +0:07,761     |           |
| 5                 | 2         | 11 | Jack Aitken               | Arden International | 17   | +0:08,331     |           |
| 6                 | 8         | 20 | Arjun Maini               | Jenzer Motorsport   | 17   | +0:11,991     |           |
| 7                 | 4         | 22 | Álex Palou                | Campos Racing       | 17   | +0:12,264     |           |
| 8                 | 8         | 6  | Artur Janosz              | Trident             | 17   | +0:12,504     |           |
| 9                 | 9         | 17 | Ralph Boschung            | Koiranen GP         | 17   | +0:12,933     |           |
| 10                | 4         | 27 | Jake Hughes               | DAMS                | 17   | +0:13,910     |           |
| 11                | 8         | 26 | Santino Ferrucci          | DAMS                | 17   | +0:14,716     |           |
| 12                | 8         | 28 | Kevin Jörg                | DAMS                | 17   | +0:16,886     |           |
| 13                | Bez zmian | 23 | Steijn Schothorst         | Campos Racing       | 17   | +0:17,561     |           |
| 14                | 3         | 24 | Konstantin Tierieszczenko | Campos Racing       | 17   | +0:20,609     |           |
| 15                | 3         | 8  | Sandy Stuvik              | Trident             | 17   | +0:20,958     |           |
| 16                | 6         | 10 | Tatiana Calderón          | Arden International | 17   | +0:21,273     |           |
| 17                | 8         | 14 | Matt Parry                | Koiranen GP         | 17   | +0:22,022     |           |
| 18                | 3         | 18 | Akash Nandy               | Jenzer Motorsport   | 17   | +1:03,571     |           |
| 19                | 3         | 7  | Giuliano Alesi            | Trident             | 16   | +1 okr.       |           |
| Niesklasyfikowani |           |    |                           |                     |      |               |           |
|                   |           | 16 | Matewos Isaakian          | Koiranen GP         | 10   | +7 okr.       |           |
|                   |           | 2  | Nirei Fukuzumi            | ART Grand Prix      | 2    | +15 okr.      | [ 7 ]     |
|                   |           | 1  | Charles Leclerc           | ART Grand Prix      | 2    | +15 okr.      |           |
| P                 | + / –     | Nr | Kierowca                  | Konstruktor         | Okr. | Czas / Strata | Komentarz |

#### Najszybsze okrążenie
| Nr | Kierowca      | Konstruktor    | Czas     | Okr. |
| -- | ------------- | -------------- | -------- | ---- |
| 4  | Nyck de Vries | ART Grand Prix | 1:40,766 | 8    |

## Klasyfikacja po zakończeniu rundy

### Kierowcy
| P  | +/− | Kierowca                  | Starty | Punkty | P1 | P2 | P3 | PP | NO | NS |
| -- | --- | ------------------------- | ------ | ------ | -- | -- | -- | -- | -- | -- |
| 1  | 0   | Charles Leclerc           | 14     | 177    | 3  | 1  | 3  | 3  | 4  | 2  |
| 2  | 0   | Antonio Fuoco             | 14     | 153    | 2  | 2  | 4  | –  | –  | –  |
| 3  | 0   | Alexander Albon           | 14     | 145    | 3  | 3  | –  | 2  | 2  | 1  |
| 4  | 0   | Nyck de Vries             | 14     | 104    | 1  | 1  | 2  | 1  | 1  | –  |
| 5  | +2  | Jake Dennis               | 14     | 96     | 1  | 1  | 1  | –  | 2  | 2  |
| 6  | 0   | Jack Aitken               | 14     | 89     | 1  | 2  | –  | –  | 1  | –  |
| 7  | −2  | Matt Parry                | 14     | 72     | 1  | –  | 1  | –  | –  | 2  |
| 8  | 0   | Jake Hughes               | 14     | 69     | 1  | 1  | 1  | 1  | 2  | 3  |
| 9  | +1  | Nirei Fukuzumi            | 14     | 53     | –  | –  | 1  | –  | –  | 4  |
| 10 | −1  | Ralph Boschung            | 12     | 48     | 1  | –  | –  | –  | 1  | 1  |
| 11 | +1  | Arjun Maini               | 10     | 36     | –  | 1  | –  | –  | –  | 1  |
| 12 | −1  | Santino Ferrucci          | 14     | 34     | –  | –  | 1  | –  | –  | –  |
| 13 | 0   | Óscar Tunjo               | 5      | 18     | –  | 1  | –  | –  | 1  | –  |
| 14 | 0   | Matewos Isaakian          | 14     | 17     | –  | –  | –  | –  | –  | 5  |
| 15 | 0   | Steijn Schothorst         | 14     | 16     | –  | –  | –  | –  | –  | 2  |
| 16 | 0   | Álex Palou                | 14     | 15     | –  | 1  | –  | –  | –  | –  |
| 17 | 0   | Kevin Jörg                | 14     | 13     | –  | –  | –  | –  | –  | 2  |
| 18 | 0   | Sandy Stuvik              | 14     | 8      | –  | –  | –  | –  | –  | 2  |
| 19 | 0   | Artur Janosz              | 14     | 3      | –  | –  | –  | –  | –  | 1  |
| 20 | 0   | Tatiana Calderón          | 14     | 2      | –  | –  | –  | –  | –  | 2  |
| 21 | 0   | Giuliano Alesi            | 11     | 1      | –  | –  | –  | –  | –  | 2  |
| 22 | 0   | Akash Nandy               | 14     | 0      | –  | –  | –  | –  | –  | 3  |
| 23 | 0   | Richard Gonda             | 6      | 0      | –  | –  | –  | –  | –  | 1  |
| 24 | 0   | Konstantin Tierieszczenko | 14     | 0      | –  | –  | –  | –  | –  | 3  |
| 25 | 0   | Niko Kari                 | 2      | 0      | –  | –  | –  | –  | –  | 1  |
| 26 | 0   | Mahaveer Raghunathan      | 2      | 0      | –  | –  | –  | –  | –  | –  |
| P  | +/− | Kierowca                  | Starty | Punkty | P1 | P2 | P3 | PP | NO | NS |

### Zespoły
| P | +/− | Konstruktor         | Starty | Punkty | P1 | P2 | P3 | PP | NO | NS |
| - | --- | ------------------- | ------ | ------ | -- | -- | -- | -- | -- | -- |
| 1 | 0   | ART Grand Prix      | 56     | 465    | 7  | 5  | 6  | 7  | 8  | 7  |
| 2 | +2  | Arden International | 42     | 187    | 2  | 3  | 1  | –  | 3  | 4  |
| 3 | −1  | Trident             | 53     | 165    | 2  | 2  | 4  | –  | –  | 5  |
| 4 | −1  | Koiranen GP         | 44     | 137    | 2  | –  | 1  | –  | 1  | 9  |
| 5 | 0   | DAMS                | 42     | 116    | 1  | 1  | 2  | 1  | 2  | 5  |
| 6 | 0   | Jenzer Motorsport   | 35     | 54     | –  | 2  | –  | –  | 1  | 5  |
| 7 | 0   | Campos Racing       | 42     | 31     | –  | 1  | –  | –  | –  | 5  |
| P | +/− | Kierowca            | Starty | Punkty | P1 | P2 | P3 | PP | NO | NS |